# AB Vingriai
AB Vingriai war ein Unternehmen der Metallverarbeitung in Vilnius, Litauen. Der Betrieb wurde 1957 als die Schleifmaschinen-Fabrik (litauisch Vilniaus šlifavimo staklių gamykla) in der Sowjetlunion gegründet und von 1959 bis 1964 umstrukturiert. 1982 gab es 1.600 Mitarbeiter. 2002 fusionierten Akcinė bendrovė „Vingriai“, ehemalige „Komunaras“, mit AB „Šlifavimo staklės“.
Nach mehreren erfolglosen Umstrukturierungen musste das Unternehmen 2014 Insolvenz anmelden und wurde aufgelöst. Im Jahr 2015 waren, während des Abwicklungsprozesses, noch 106 Mitarbeiter bei Vingriai beschäftigt.